# Haikouichthys
Haikouichthys /хайкоуихтис/ е род изчезнали риби, едни от най-ранните представители на гръбначните животни. Единственият представител на рода е видът Haikouichthys ercaicunensis. От него са открити над 500 вкаменелости в находището Ченгжианг в Китай.

## Етимология
Видът е открит край селото Ercaicun в местността Haikou, Кунмин, Китай. Родовото име Haikouichthys произхожда от мястото Haikou и ichthys (от гр. ἰχθύς /ихтус/ – риба). Видовият епитет произхожда от името на селото.

## Описание
Haikouichthys ercaicunensis е животно с дължина около 25 mm и обособени глава и тяло. Значително прилича на Myllokunmingia, но е по-тънка. Притежава нотохорда (което го определя като хордово животно), както и вероятни първични прешлени. Има чифт очи и предполагаем чифт слухови органи, което допълнително го определя като гръбначно животно. Виждат се поне 6 (а може би 9) повтарящи се части от хрилния скелет. Има голяма гръбна перка (по-голяма от тази на Myllokunmingia) и по-малка коремна перка.